# Carl Otto Lampland

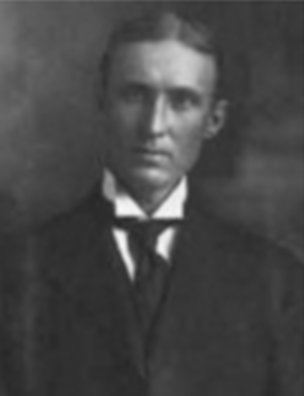
Carl Otto Lampland, (ca. 1920)

Carl Otto Lampland (* 29. Dezember 1873 in Hayfield im Dodge County, Minnesota, Vereinigte Staaten; † 14. Dezember 1951 in Flagstaff, Arizona, Vereinigte Staaten) war ein US-amerikanischer Astronom und Entdecker eines Asteroiden. Er war an beiden Sonnenbeobachtungsprojekten des Lowell-Observatoriums, an Beobachtungen des Mars und bei der Suche nach Transpluto („Planet X“) beteiligt.

## Leben und Wirken
Carl Otto Lampland wurde in der Nähe von Hayfield im Dodge County (Minnesota) in eine Familie mit zehn Kindern geboren. Sowohl sein Vater Ole Helliksen Lampland (1834–1914) als auch seine Mutter Berit Gulliksdatter Skartum (1850–1943) waren in Norwegen geboren worden.
Er besuchte die Valparaiso University in Valparaiso (Indiana), wo er 1899 den B.S. erhielt. Danach studierte an der Indiana University Bloomington in Bloomington und erhielt 1902 den B.A., 1906 den Magister Artium und 1930 den Ehrendoktor.
1902 begann er aufgrund einer Einladung des Astronomen Percival Lowell am Lowell-Observatorium in Flagstaff (Arizona) zu arbeiten und arbeitete dort mit Lowell bei der Planetenbeobachtung zusammen. Er entwickelte Kameras für die Astronomie und baute und wartete Teleskope, einschließlich des Spiegels des 40-Zoll-Teleskops (1000 mm). Er konstruierte Elemente, die die Temperaturen von Planeten maßen. Für die Kamera, die er für das 24-Zoll-Clark-Teleskop entwarf, erhielt er 1905 eine Medaille der Royal Photographic Society. Zusammen mit William Coblentz maß er große Unterschiede zwischen den Tag- und Nachttemperaturen auf dem Mars, was auf eine dünne Marsatmosphäre hinwies. 1907 erhielten Lampland und Lowell für ihre Fotografien des Mars eine Ausstellungsmedaille der Royal Photographic Society.

## Entdeckte Asteroiden
| Asteroid        | Asteroidentyp                          | Entdeckungsdatum | Provisorische Bezeichnung(en)                                                              |
| --------------- | -------------------------------------- | ---------------- | ------------------------------------------------------------------------------------------ |
| (1604) Tombaugh | Äußerer Asteroidengürtel (Eos-Familie) | 24. März 1931    | 1931 FH; 1930 DX; 1933 SA1; 1936 FA; 1937 JH; 1941 CF; 1943 OE; 1948 ME; 1949 ST1; A920 EC |

## Ehrungen
- 1915 wurde Lampland in die American Academy of Arts and Sciences aufgenommen.[10]
- Der Asteroid (1767) Lampland ist nach ihm benannt und die Benennung wurde vom US-amerikanischen Astronomen Frank K. Edmondson vorgeschlagen.[11]
- Der Mondkrater Lampland ist nach ihm benannt.[12]
- The Marskrater Lampland ist ebenfalls nach ihm benannt.[13]